# Artashat
Artashat (en armenio Արտաշատ, en griego Ἀρτάξατα, Artájata) es una ciudad de Armenia, capital de la región de Ararat, situada en el valle del río Araxes. Está emplazada a 20 km a sur de Ereván. Fundada por Artaxias I, fue la antigua capital de Armenia desde el siglo II  a. C. hasta el siglo V. y fue conocida como la Ostann Hayots, es decir, la «corte» o «sede de los armenios». Su nombre deriva de las lenguas iranias y significa la «alegría de Artashes».

## Descripción general
Además de ser una de las ciudades más antiguas de Armenia, Artashat es también una de las más modernas y ha tenido un gran desarrollo. A pesar de ello, no cuenta más que con 35 100 habitantes.

## Historia

Artashat, antigua capital de Armenia.

Estrabón y Plutarco la describieron como ciudad grande y hermosa, llamándola la “Cartago armenia”. Artashat siguió siendo el centro político y cultural principal de Armenia hasta la caída del reino armenio en 428. Incorporada al Imperio Sasánida, la capital de Armenia se trasladó al norte, a la ciudad de Dvin, en el emplazamiento de la moderna Ereván.
Construida en 187 a. C. por el rey de Armenia Artaxias I, aconsejado por Aníbal —lo que le valió el sobrenombre de «Cartago de Armenia»— fue destruida por  Corbulón. Fue reconstruida por Tiridates I, quien le dio el nombre de Neronia en honor Nerón. Fue tomada por Trajano en 116 y abandonada en 117. Más tarde, hacia el año 163, fue conquistada por Marco Estacio Prisco después de un largo asedio. 
Aunque las fuentes históricas mencionan su destrucción, la arqueología ha mostrado que simplemente perdió la capitalidad. Acuñó moneda y ostentó el título de metrópoli en tiempos del emperador romano Cómodo. (Plutarco, Vidas paralelas, Lúculo)
Fue abandonada en el siglo III. 

### Monarcas que reinaron en Artashat
Artašēs I (189 a. C.-160 a. C.): fundador de la ciudad, Artašēs I fue unos de los reyes armenios más célebres. Se consideraba descendiente de la familia real de los Oróntidas. Pero, de hecho, fundó una nueva dinastía real en Armenia, los artáxidas.
La familia real de los artáxidas reinó durante casi doscientos años. Desde el comienzo de su reinado, Artašēs se enfrentó al problema de la restauración territorial, varias provincias del reino habían sido ocupadas por los países vecinos durante el último periodo del reinado de Orontes III. Organizó invasiones en todas las direcciones y se apoderó de algunas provincias nuevas.
Al morir Artašēs, la corona armenia pasó a su primogénito, Artavasdes I (160-149 a. C.). Armenia se hallaba por entonces guerra con el poderoso Imperio parto, que logró imponer al nuevo rey su dominio sobre parte del reino. Pese a esto, las incursiones partas no cesaron, aunque nunca consiguieron someter por completo el país. Moisés de Corene describió a Artavasdes como una persona bondadosa aunque ambiciosa, y cruel y celoso como rey.
Tigranes I (149-128 a. C.), hermano del anterior y famoso cazador, lo sucedió en el trono. Durante su reinado el país se mantuvo en paz.
El trono armenio pasó luego a Artavasdes II, que reinó entre el 128 y el 95 a. C.

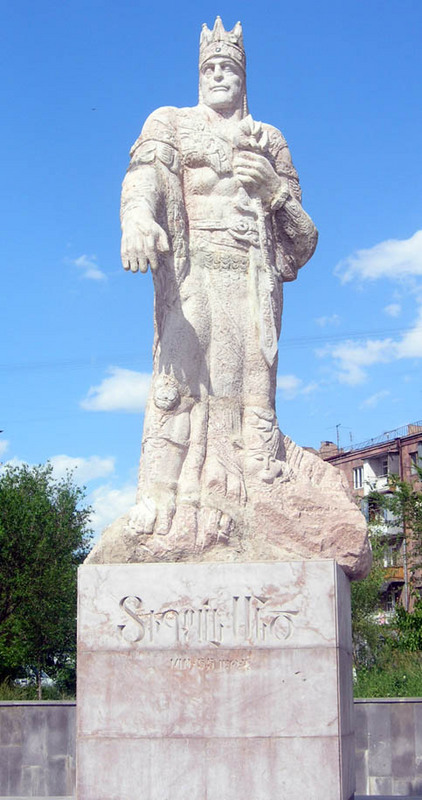
Estatua de Tigranes el Grande.

Tigranes II el Grande (95-55 a. de  C.) nació en torno al 140 a. C. Subió al trono hacia el 95 a. C., como vasallo del rey parto Mitrídates II, que impuso el protectorado al país. Pronto Tigranes mostró su gran ambición adueñándose de Sofene. Aliado y yerno de Mitrídates VI, soberano del Ponto, invadió junto con él la Capadocia en el 93 a. C. Sila lo expulsó de ella un año después y devolvió la corona de la región a Ariobarzanes I. Tigranes aprovechó el declive del Imperio parto que aconterció a la muerte de Mitrídates II (87 a. C.) para imponer su soberanía a los príncipes sirios del norte, de Atropatene, Adiabene, Osroene y Cilicia (-87/-83). Su autoridad se extendía por entonces desde el Cáucaso hasta el norte del Irak y la Siria modernos. Hacia el 78 a. C. trasladó la capital del reino a la nueva ciudad de Tigranocerta, erigida junto al Tigris; la ciudad, imponente, acogía a una población de trescientas mil personas, la mayoría cautivos de las campañas de Tigranes.

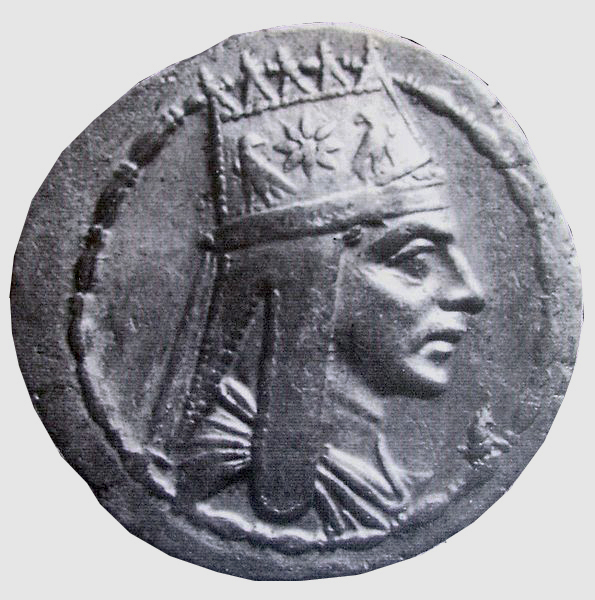
Moneda con la efigie de Tigranes el Grande.

Tigranes, satisfecho con sus conquistas, deseaba mantener la paz, por lo que censuró la nueva guerra que Mitrídates VI desencadenó contra Roma en el 74 a. C. Tras las victorias de Lúculo sobre Mitrídates, este se refugió en la corte de Tigranes, que se negó a entregarlo a los romanos. En consecuencia, estos invadieron sus tierras y Lúculo se apoderó la nueva capital de Tigranocerta en octubre del 69. El amotinamiento de sus legiones le impidió conquistar además la antigua capital, Artashat. Esto le permitió a Tigranes recuperar el dominio de Armenia, si bien en Siria tuvo que permitir que los romanos devolviesen la corona a Antíoco XIII.
Su hijo Tigranes el Joven intrigó contra él, coligado con los partos para arrebatarle Armenia. En el 66 a. C. se apresuró a ceder a las fuerzas romanas mandadas por Pompeyo Capadocia y la  Pequeña Armenia. Falleció en torno al 55 a. C.
Artavasdes III (56-34 a. C.) era el benjamín de Tigranes el Grande, al que sucedió en el trono. Sus consejos llevaron al descalabro de Craso en Carras (53 a. C.). Traicionó a Marco Antonio, pero fue capturado por los romanos, destronado en el 34 a. C. y ajusticiado en Alejandría el 30 a. C.
Artaxias II (o Artašēs II) (30-20 a. C.), era el primogénito de Artavasdes III, ajusticiado por orden de  Marco Antonio, y se apoderó del trono tras la derrota y muerte de su padre. Fue asesinado por el partido filorromano. Le sucedió su hermano menor Tigranes III.
Tigranes III (20-6 a. C.), era el benjamín de Artavasdes III y se apoderó del trono tras el asesinato de su hermano Artaxias II. Su reinado coincidió con el establecimiento pacífico del protectorado romano en Armenia. Al morir los miembros de la familia real se disputaron la corona.
Tigranes IV (6-1 a. C.) fue hijo de Tigranes III y le sucedió en el trono, reinando conjuntamente con su hermana y esposa Erato. Se apoyó en el partido filoparto para enfrentarse a Artavasdes IV.

## Geografía

### Topografía y situación
Artashat, es una de las 12 antiguas capitales de Armenia, emplazada a 20 km de Ereván, y a menos de 15 km al norte del monasterio de Khor Virap, uno de los vestigios de la ciudad antigua, que está situado en la llanura del Ararat, a orillas del río Aras (frontera natural con Turquía). La ciudad contemporánea, construida al noroeste, se encuentra a una altitud de 830 m, uno de los lugares más bajos del país. Es destacable la vista que desde allí se tiene del monte Ararat.

### Clima
Artashat posee un clima continental. Los inviernos son fríos, pero cortos. Las nevadas son menos frecuentes que en el resto de Armenia. Los veranos son muy calurosos (la temperatura puede llegar a los 35 °C, incluso a 40 °C). Las precipitaciones son poco copiosas y alcanzan el máximo en julio y agosto, a menudo debido a las tormentas estivales.
|                        | Enero | Febrero | Marzo | Abril | Mayo | Junio | Julio | Agosto | Septiembre | Octubre | Noviembre | Diciembre | año  |
| T° máxima (media) [°C] | 2     | 5       | 9     | 16    | 23   | 25    | 30    | 30     | 24         | 17      | 13        | 7         | 16,7 |
| T° mínima (media) [°C] | -5    | -3      | 0     | 5     | 10   | 14    | 16    | 15     | 12         | 7       | 5         | 0         | 6,3  |
| Precipitaciones [mm]   | 42    | 40      | 38    | 39    | 50   | 80    | 60    | 37     | 35         | 42      | 43        | 41        | 506  |
| Horas de sol [h/día]   | 3     | 4       | 5     | 7     | 9    | 10    | 12    | 10     | 8          | 6       | 4         | 3         | 6,7  |

## Transportes
- La línea férrea Ereván–Najicheván-Bakú y Ereván-Najicheván-Tabriz- pasa por Artashat.
- La autopista M2 Stepanakert-Goris-Ereván, pasa también por Artashat.
- El aeropuerto más cercano es el de Zvartnots.

## Administración

### Municipalidad
La ciudad es la capital de la región de Ararat. El alcalde, Gagik Mouradian, fue elegido en 2002 y reelegido en 2007.

### Educación
Artashat posee ocho colegios, una universidad, dos escuelas de música, una de arte y dos deportivas.
La Universidad de Artashat, fundada en 1996, imparte cuatro materias: pedagogía y metodología, economía, periodismo y derecho.
La escuela de música Alexandre Melik Pashaev fue fundada en 1956 y acoge cerca de 445 alumnos.

### Sanidad
Además del hospital de la ciudad, una clínica estomatológica moderna abrió sus puertas en junio de 2006.

## Industria

### Industria vinícola
La fábrica fue fundada en 1995  y está considerada como una de las mejores y más modernas industrias de Armenia. El vino tinto « areni» se produce a partir de variedades de uvas locales.

## Deportes
Artashat tienen dos equipos de fútbol que juegan en la segunda división de la liga armenia.
- FC Artashat

El club se hizo su debut profesional en la primera división de la liga armenia en 1993, donde participó en el grupo 1 de los dos grupos que luchan por la promoción. Terminó en la segunda posición del grupo. Dado que los resultados no están a la cita y el club ya no cambia en las divisiones secundarias.
- FC Dvin Artashat

El club hizo su primer resultado notable en la liga de la primera división de Armenia en la temporada de 1996-97, donde se convirtieron en la primera Liga de Campeones antes de terminar el club de Lori Vanadzor. En su tercera temporada, terminaron el campeonato 8 (de un total de nueve) y son relegados. Desde entonces nunca han encontrado en la primera división de la liga.

## Personalidades
- Hovhanes Vardanian (Hovo), clarinetista.

## Hermanamientos
- Clamart, Francia[5] desde 2003.